# Bandundu (Stadt)
Bandundu (früher Banningville oder Banningstad) ist die Hauptstadt der Provinz Kwilu in der Demokratischen Republik Kongo. Sie hat 117.200 Einwohner (Stand 2004) und ist 400 km von Kinshasa entfernt.

## Allgemeines
In Bandundu befinden sich keine Industriebetriebe und die Einwohner sind entweder beim Staat oder der Provinzverwaltung angestellt, leben aber zumeist von der Landwirtschaft oder dem Kleinsthandel. Touristisch bieten Stadt und Umland wenig.
Bandundu verfügt über einen kleinen Flughafen und einen kleinen Hafen am Kwilu, die beide selten bedient werden. Die Straßenverbindung nach Kinshasa ist – für die Verhältnisse in der DR Kongo – relativ gut. Bandundu kann auf dem Landweg allerdings nur mit Fähren über den Kwilu, den Kwango oder den Kasai erreicht werden.

## Flugzeugabsturz 2010
Beim Absturz einer Let L-410 der Regionalfluggesellschaft Filair in Bandundu kamen 25. August 2010 von 21 Insassen 20 ums Leben. Laut Aussagen des einzigen überlebenden Passagiers soll ein anderer Passagier ein Krokodil mit an Bord geschmuggelt haben, das sich kurz vor der Landung aus einer Tasche befreite. Bei einer anschließenden Massenpanik seien die Passagiere in den vorderen Teil der Maschine gerannt, woraufhin sich der Schwerpunkt verlagerte und diese abstürzte (siehe auch Absturz einer Let L-410 der Filair bei Bandundu).

## Partnerstadt
- Attert[3]